# Mrauk U

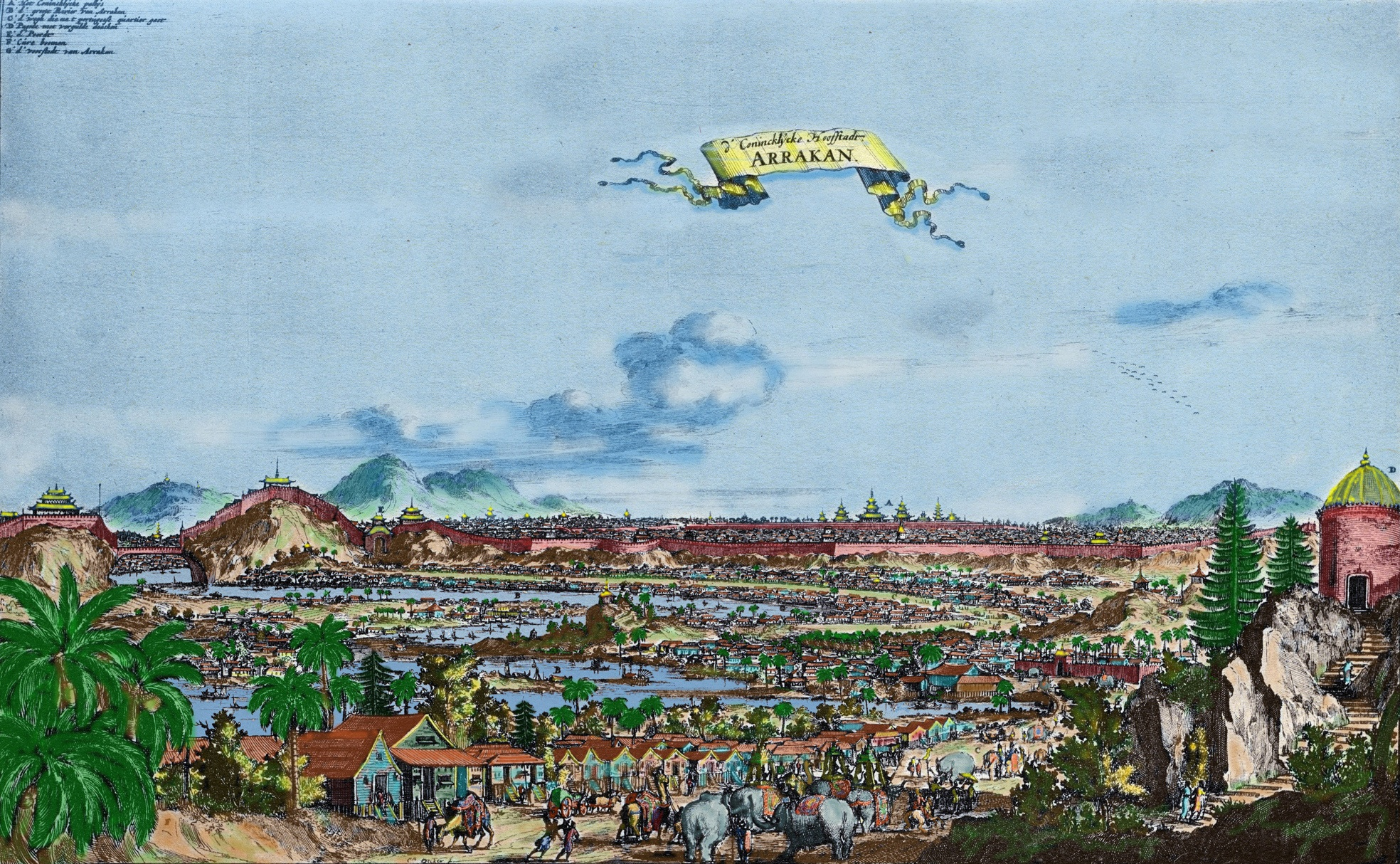
Panorama von Mrauk U, Zeichnung 1676

Mrauk U (birmanisch မြောက်‌ဦးမြို့, BGN/PCGN: myauk‌-umyo, früher Mrohaung) ist eine archäologisch bedeutende Stadt innerhalb des Rakhaing-Staates, im Westen Myanmars. Sie liegt östlich vom Kaladan-Fluss und wird nördlich sowie südlich von Hügeln umkreist.

## Geschichte
Im Jahr 1430 gründete König Min Saw Mon den Ort, der unter dem Namen Mrohaung bis 1785 als Hauptstadt des letzten vereinigten Arakan-Königreichs diente. Mrohaung erreichte während der Mitte des 16. Jahrhunderts eine Größe von ungefähr 120.000 Einwohnern. Die Stadt betrieb mit Ava, Pegu, Portugal, den Niederlanden, Arabien, Persien und Indien Handel. Die gehandelten Güter waren Reis, Baumwolle, Rubine, Elefanten, Sklaven, Pferde, Elfenbein, Kaurimuscheln und Gewürze. Dies beschreibt besonders der niederländische Schiffsarzt der Niederländischen Ostindien-Kompanie (VOC) Wouter Schouten in seinem Buch „Die Reise nach Ostindien“ aus dem Jahr 1676.
Zur Zeit seines Höhepunktes kontrollierte Mrauk U die Hälfte von Bangladesch, einschließlich Dhaka und Chittagong, den heutigen Rakhaing-Staat und den westlichen Teil von Niederburma. Während dieser Periode prägten die Könige Münzen in Akaranesischer Schrift sowie Bengalischer Sprache in Kufischer Schrift. Zu Zeiten der Blüte wurden viele Pagoden und Tempel errichtet, die bis heute Bestand haben. Die bemerkenswertesten sind der Shite-Thaung-Tempel (Tempel der 80.000 Bilder oder Tempel des Sieges), der Htukkannthein-Tempel (Htukkanthei Ordinationshalle), der Koe-Thaung-Tempel (Tempel der 90 000 Bilder), der Laymyethna-Tempel, die Fünf Mahn Pagoden von Mahn, die Laung-Bwann-Brauk-Pagode, die Sakya-Man-Aung-Pagode und die Theindaung-Pagode. Von der 1501 errichteten Anawma-Pagode ist noch eine Buddhafigur erhalten. Die Bibliothek Khrain Kaik Pitakataik entstand 1591.
Der burmesische König Tabishwehti griff von 1546 bis 1547 Mrauk U an, im Jahr 1784 führte König Bodawpaya einen Sturm auf die Stadt durch, die Mrauk U schließlich am 2. Januar 1785 zu Fall brachte.
Als die Briten im 19. Jahrhundert das administrative Zentrum nach Akyab verlagerten, begann der Verfall von Mrauk U. Die Stadt bekam den Namen Mrohaung (Alte Stadt), erst 1979 wurde sie wieder in Mrauk U umbenannt. Mrauk U bedeutet übersetzt Affen-Ei, was in arakanesischer Sprache eine Bezeichnung für „Kartoffel“ war.

## Gegenwart
Das Umland von Mrauk U stellt nach dem Irrawaddy-Delta die zweitwichtigste Reisproduktionsstätte Myanmars dar. Heute ist Mrauk U vorwiegend eine archäologische Stätte. Sie liegt etwa eine Zweitagesreise von Rangun oder eine 3-5 stündige Bootsfahrt von Akjab über den Kalanda-Fluss entfernt. Rund um Mrauk U blieben eine Vielzahl von Pagoden (u. a. Pizi-Phara-Pagode), Tempeln und religiösen Gebäuden erhalten, die seit der Gründung im Jahr 1431 errichtet wurden.
Mrauk U ist vorwiegend eine buddhistische Stätte. Die Santikan-Moschee (Sindhi-Khan-Moschee) südöstlich der Stadt stammt aus dem 15./16. Jahrhundert.

## Bildergalerie

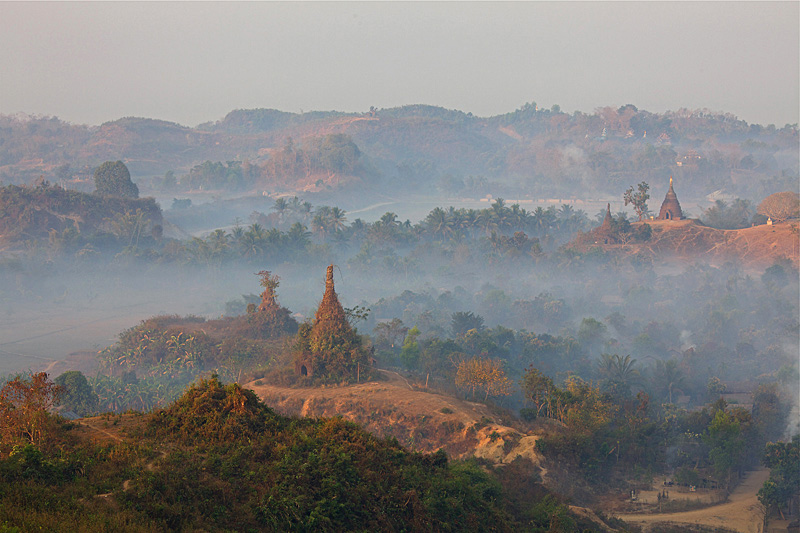
Blick auf Mrauk U
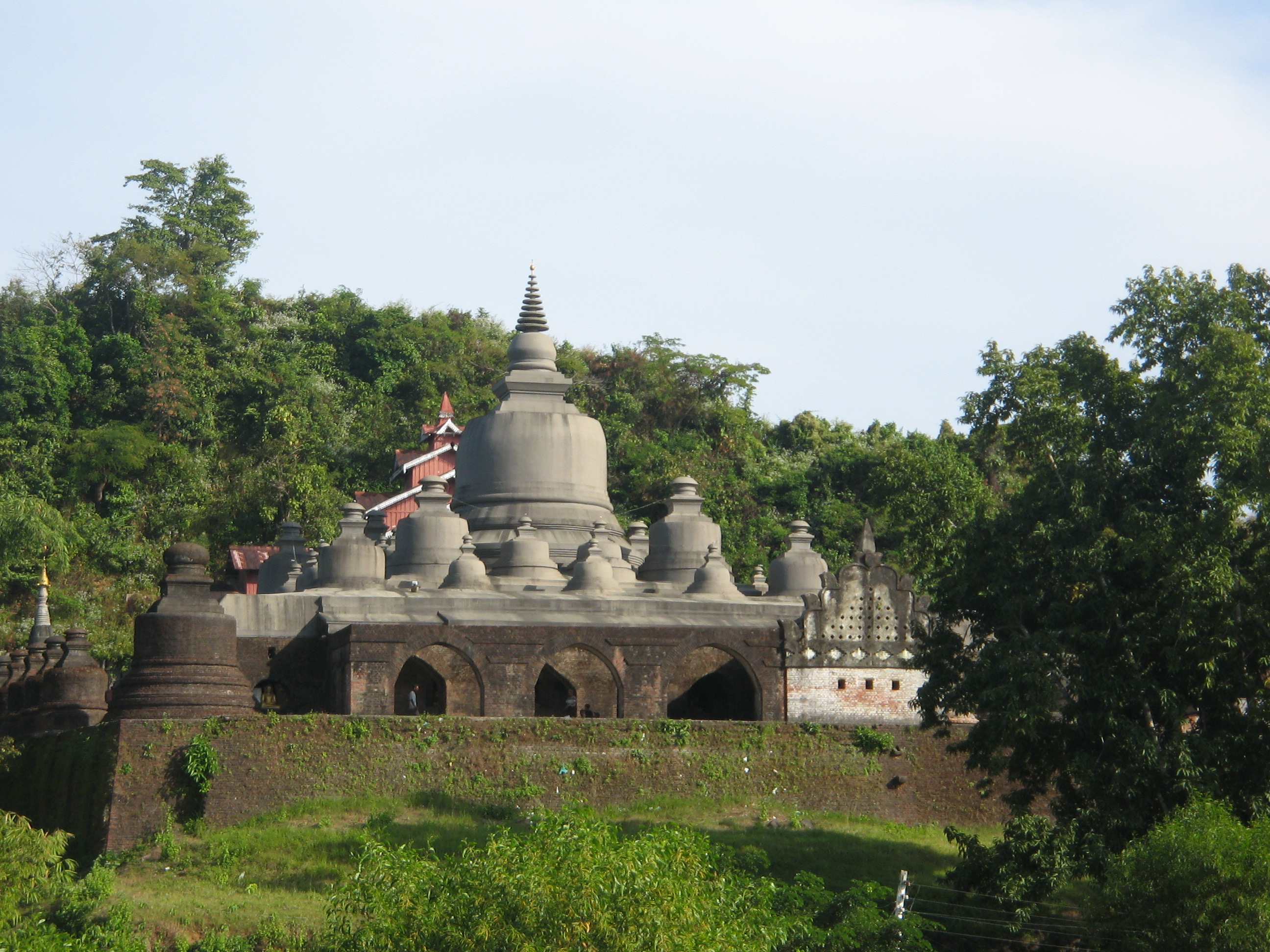
Shite-thaung Tempel
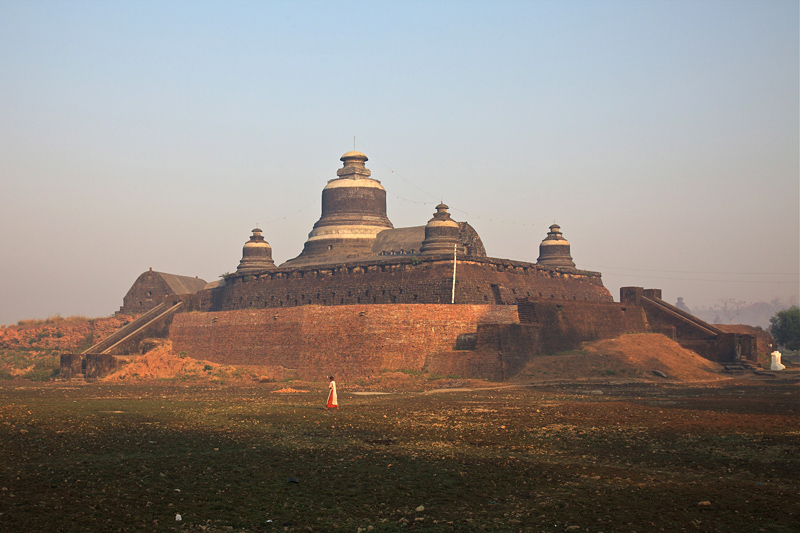
Htukkanthein Tempel
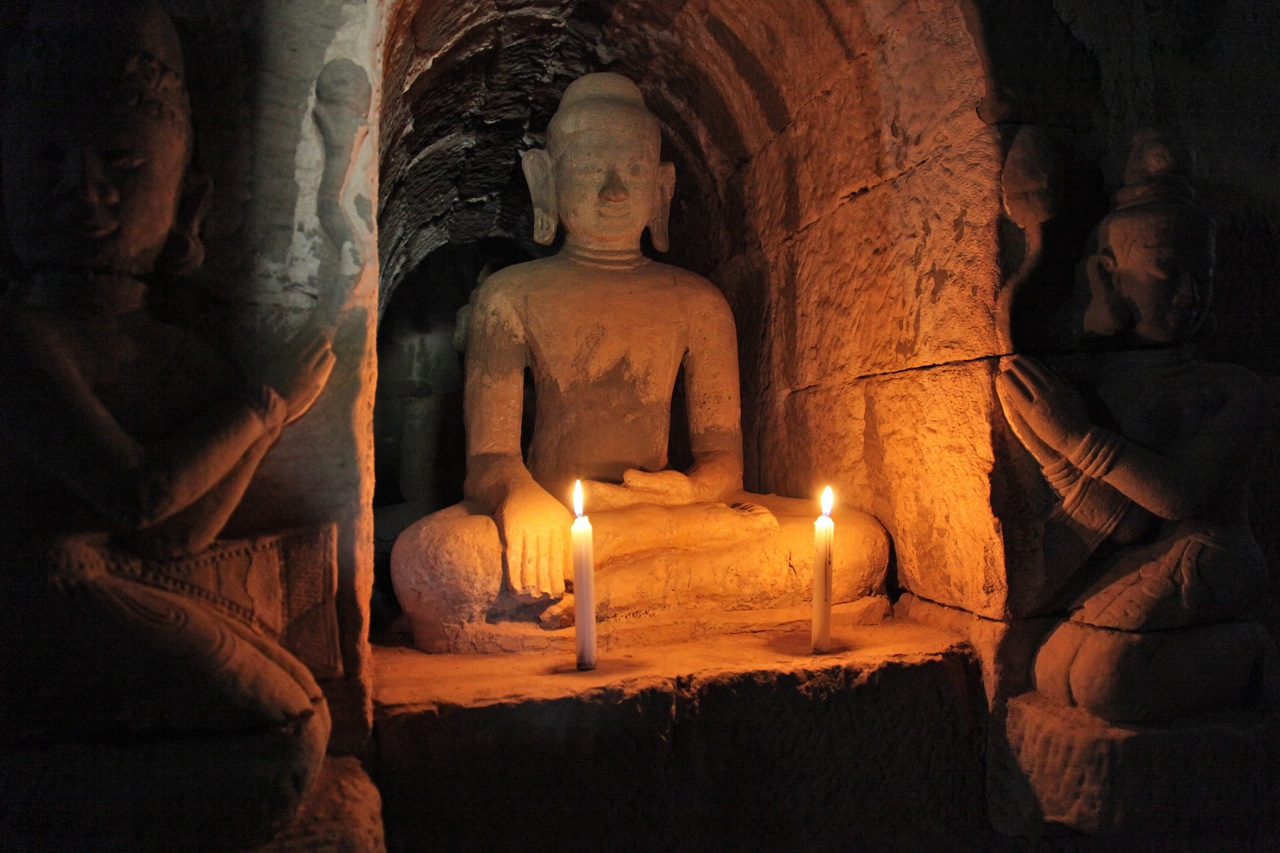
Buddhastatue im Htukkanthein Tempel
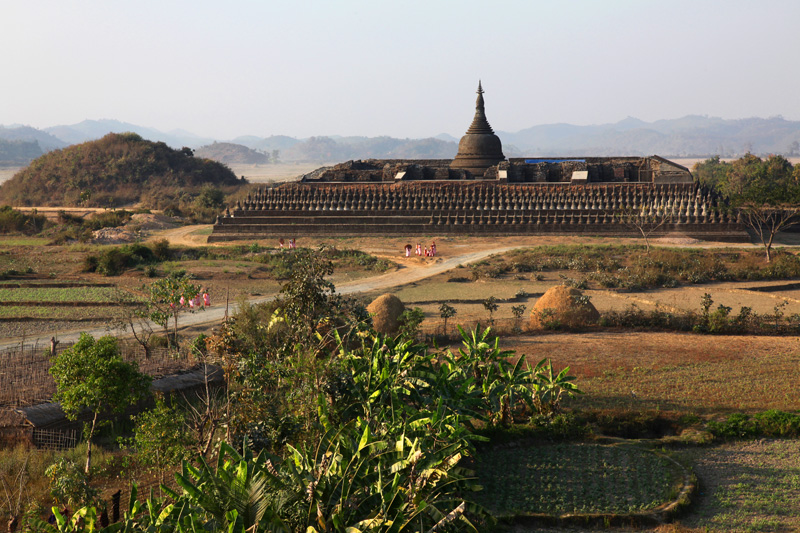
Koe-thaung Tempel
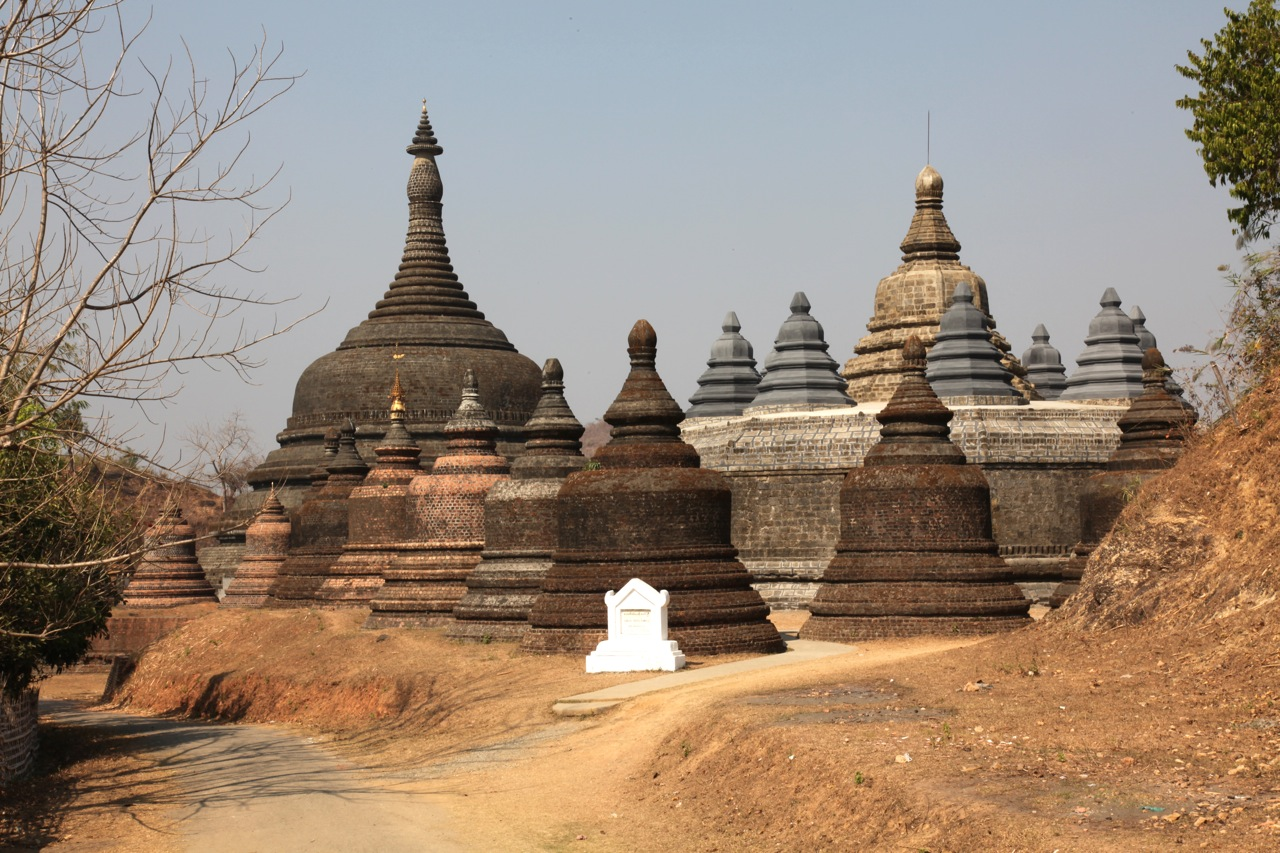
Andaw-thein Ordinationshalle
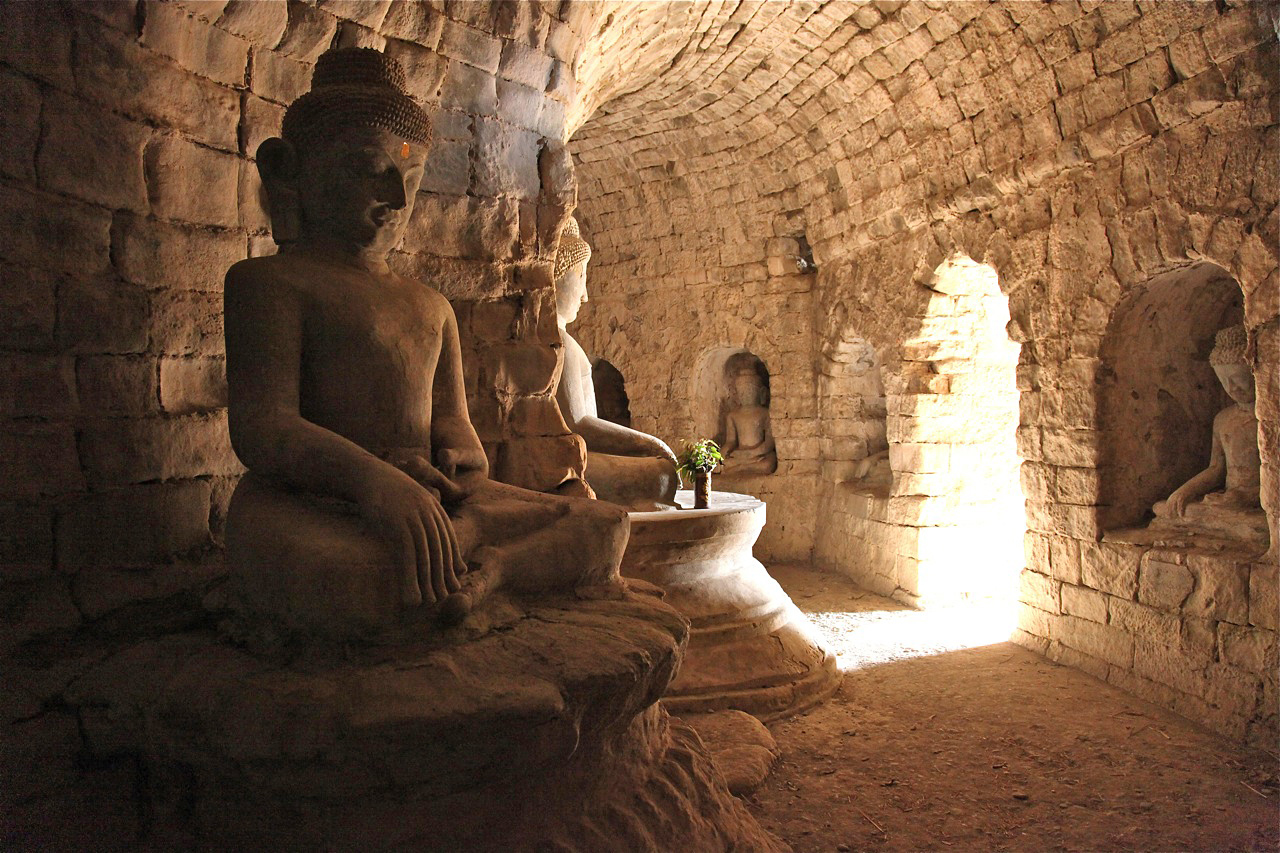
Le-myet-hna Tempel
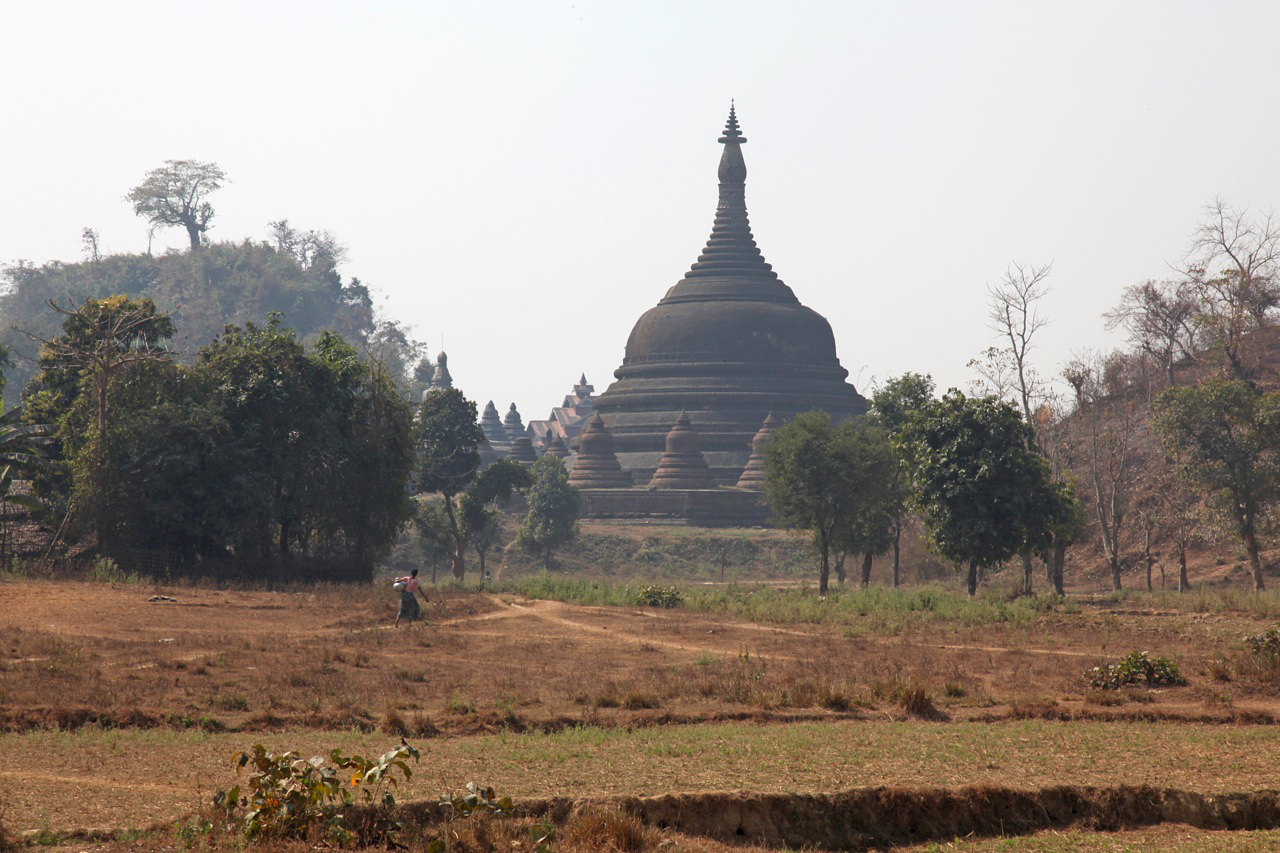
Ratana-pon